# Ескалантей (Юта)
Ескалантей (англ. Escalante) — місто (англ. city) в США, в окрузі Гарфілд штату Юта. Населення — 786 осіб (2020).

## Географія
Ескалантей розташований за координатами 37°45′45″ пн. ш. 111°36′18″ зх. д. / 37.76250° пн. ш. 111.60500° зх. д. (37.762377, -111.605082). За даними Бюро перепису населення США в 2010 році місто мало площу 7,63 км², з яких 7,63 км² — суходіл та 0,00 км² — водойми. В 2017 році площа становила 8,61 км², з яких 8,61 км² — суходіл та 0,00 км² — водойми.

### Клімат
| Клімат : Ескалантей                      | Клімат : Ескалантей | Клімат : Ескалантей | Клімат : Ескалантей | Клімат : Ескалантей | Клімат : Ескалантей | Клімат : Ескалантей | Клімат : Ескалантей | Клімат : Ескалантей | Клімат : Ескалантей | Клімат : Ескалантей | Клімат : Ескалантей | Клімат : Ескалантей | Клімат : Ескалантей |
| Показник                                 | Січ.                | Лют.                | Бер.                | Квіт.               | Трав.               | Черв.               | Лип.                | Серп.               | Вер.                | Жовт.               | Лист.               | Груд.               | Рік                 |
| Абсолютний максимум, °C                  | 20,0                | 28,9                | 26,7                | 31,1                | 36,7                | 39,4                | 40,0                | 40,0                | 35,6                | 33,3                | 25,6                | 20,6                | 40,0                |
| Середній максимум, °C                    | 4,8                 | 7,7                 | 12,7                | 17,6                | 22,9                | 28,9                | 31,7                | 30,1                | 26,0                | 19,4                | 11,6                | 5,6                 | 18,2                |
| Середня температура, °C                  | −2,5                | 0,6                 | 4,8                 | 8,9                 | 13,7                | 18,7                | 22,1                | 20,8                | 16,5                | 10,6                | 3,7                 | −1,6                | 9,7                 |
| Середній мінімум, °C                     | −9,8                | −6,4                | −3,1                | 0,3                 | 4,4                 | 8,6                 | 12,5                | 11,6                | 6,9                 | 1,7                 | −4,2                | −8,7                | 1,2                 |
| Абсолютний мінімум, °C                   | −30                 | −29,4               | −16,7               | −12,2               | −5                  | −3,9                | 3,3                 | 0,0                 | −8,9                | −12,2               | −19,4               | −28,9               | −30                 |
| Норма опадів, мм                         | 24                  | 20                  | 21                  | 14                  | 15                  | 11                  | 30                  | 45                  | 29                  | 29                  | 17                  | 22                  | 278                 |
| ---------------------------------------- | ------------------- | ------------------- | ------------------- | ------------------- | ------------------- | ------------------- | ------------------- | ------------------- | ------------------- | ------------------- | ------------------- | ------------------- | ------------------- |
| Джерело: Western Regional Climate Center |                     |                     |                     |                     |                     |                     |                     |                     |                     |                     |                     |                     |                     |

## Демографія
Згідно з переписом 2010 року, у місті мешкало 797 осіб у 334 домогосподарствах у складі 217 родин. Густота населення становила 104 особи/км². Було 420 помешкань (55/км²).
Расовий склад населення:
| - 95,4 % — білих - 2,1 % — корінних американців - 0,5 % — азіатів - 0,1 % — вихідців з тихоокеанських островів - 0,1 % — чорних або афроамериканців - 1,5 % — осіб інших рас |

До двох чи більше рас належало 0,3 %. Частка іспаномовних становила 3,5 % від усіх жителів.
За віковим діапазоном населення розподілялося таким чином: 22,1 % — особи молодші 18 років, 60,1 % — особи у віці 18—64 років, 17,8 % — особи у віці 65 років та старші. Медіана віку мешканця становила 44,9 року. На 100 осіб жіночої статі у місті припадало 109,2 чоловіків; на 100 жінок у віці від 18 років та старших — 101,6 чоловіків також старших 18 років.
Середній дохід на одне домашнє господарство становив 47 905 доларів США (медіана — 35 227), а середній дохід на одну сім'ю — 54 626 доларів (медіана — 44 018). Медіана доходів становила 44 750 доларів для чоловіків та 40 208 доларів для жінок. За межею бідності перебувало 20,6 % осіб, у тому числі 37,0 % дітей у віці до 18 років та 19,5 % осіб у віці 65 років та старших.
Цивільне працевлаштоване населення становило 272 особи. Основні галузі зайнятості: освіта, охорона здоров'я та соціальна допомога — 16,9 %, інформація — 12,9 %, сільське господарство, лісництво, риболовля — 12,5 %.